# 紙獸
《紙獸》是Pixel Reef开发，并于2020年发行虚拟现实冒险游戏，对应PlayStation 4和Windows平台。游戏由曾创作《另一个世界》的Éric Chahi创作。游戏中，玩家要探索由数字代码构成的生态世界。游戏发售后获得总体好评。PlayStation 5版游戏于2023年发行。